# Звонков, Василий Васильевич
Василий Васильевич Звонков (25 декабря 1890 [6 января 1891], Боровичи, Новгородская губерния, — 13 ноября 1965, Москва) — советский учёный в области транспорта, член-корреспондент АН СССР (1939).

## Биография
Выпускник Московского института инженеров путей сообщения (1917), с 1923 по 1932 год преподавал в этом же институте, а также в Ленинградском институте инженеров водного транспорта. С 1932 по 1950 год работал в должности профессора Военно-транспортной академии.
В 1950 году перешёл на работу в Академию наук СССР, где с 1950 по 1955 год руководил секцией по научной разработке проблем транспорта; с 1955 по 1965 год — заместитель директора института комплексных транспортных проблем АН СССР.
Занимался исследованием проблем транспорта, в частности, разрабатывал методики расчёта и эффективного использования тяговых средств на водном транспорте.

## Избранные труды
- Звонков В. В. Великие стройки коммунизма и транспорт. — М.: Издательство АН СССР, 1952. — 94 с.
- Звонков В. В. Организация судоходного предприятия. Расчёты. — М., 1929.
- Звонков В. В. Комплексная типизация технических средств внутреннего водного транспорта. — М., 1948.

## Награды
- орден Ленина
- орден Красной Звезды (10.06.1945)
- медали

## Память
Именем В. В. Звонкова назван круизный речной теплоход «Профессор Звонков», построенный в Венгрии в 1962-63 гг. (маршруты по Волге).